# Nomenclature urbaine alphanumérique
Dans un système d’adresses physiques ou postales alphanumériques, ou nomenclature urbaine alphanumérique, l’emplacement dans une rue, la rue elle-même et la zone géographique reposent sur une numérotation, assortie si nécessaire de lettres la complétant.
De tels systèmes sont utilisés de manière ponctuelle, partielle ou totale dans divers pays.

## Histoire

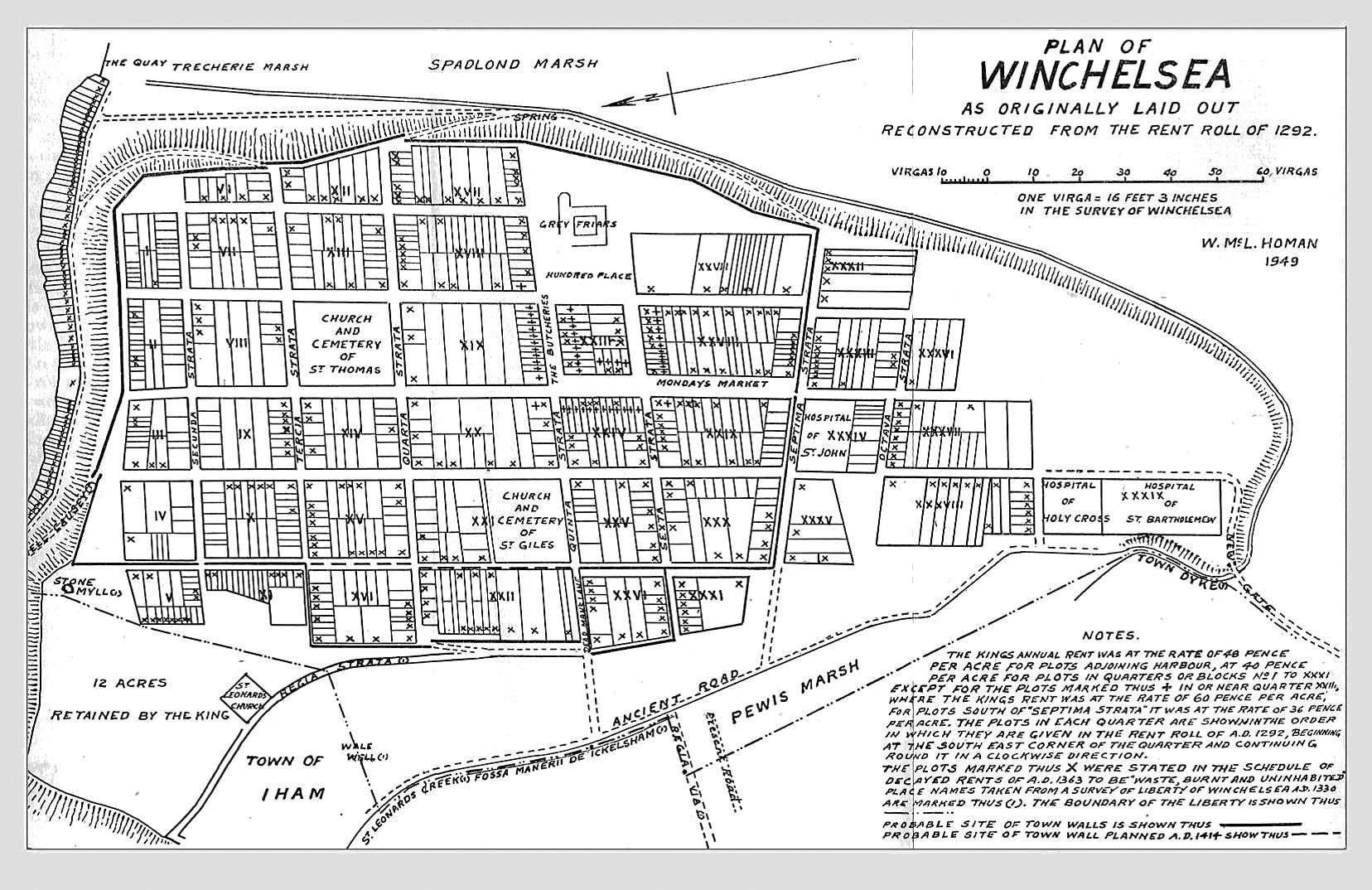
Plan de Winchelsea en 1292, premier exemple de Nomenclature urbaine alphanumérique

Le système de nomenclature urbaine alphanumérique est d’origine anglaise. Sa première implémentation est très ancienne puisqu’il est utilisé dès 1291 à Winchelsea (qui l’a depuis abandonné), près de Hastings : l’ancienne ville, Old Winchelsea, étant détruite par la mer, le roi Édouard 1er avait ordonné la reconstruction d’une ville en damier et les rues sont désignées par les ordinaux latins.
Il se développe ensuite en Amérique du Nord : la croissance exponentielle des villes du Nouveau Monde faisait de l’attribution de noms un casse-tête. Aussi Philadelphie le met-elle en œuvre en 1682, Washington en 1791, New York en 1811. L’Amérique latine suit pour les mêmes raisons l’exemple de celle du Nord.
À la même époque, en 1787, Pierre Choderlos de Laclos, dont les centres d'intérêt étaient particulièrement éclectiques, propose de numéroter les rues de Paris selon un système alphanumérique voisin : la ville aurait été découpée en 20 quartiers désignés chacun par une lettre de l'alphabet ; à l'intérieur de ces quartiers, les rues parallèles à la Seine auraient été numérotées par des numéros impairs, les rues perpendiculaires par des numéros pairs, sans remplacer pour autant les noms antérieurs.
Le cas de Medellín (Colombie) est bien documenté. Les nomenclatures de 1786, 1870, 1890… se fondent sur des noms. En 1934, ce système n’apparaît plus gérable et le conseil municipal adopte une nomenclature numérique similaire à celle de Bogotá, qui avait elle-même imité New York en 1876 : « La nomenclature des calles [rues est-ouest], des carreras [rues nord-sud], des maisons et des locaux commerciaux sera exclusivement numérique ». Le point de référence est le croisement de la carrera Palacé et de la calle Colombia, toutes deux numérotées 50, pour éviter tant les grands nombres que l’introduction des points cardinaux dans la numérotation. En réalité, l’explosion urbaine n’épargnera à la ville ni les uns ni les autres, pas plus que de nombreux numéros intermédiaires.

## Principe

### Numérotation des rues
Elle est définie à l’échelle de la commune. Son principe suppose en pratique que les rues perpendiculaires les unes aux autres soient typées — ou identifiées différemment. En Amérique anglophone, les unes sont ainsi généralement appelées Street et les autres Avenue (ex. : Manhattan - USA,) ; en Amérique hispanique, les unes sont généralement appelées calle et les autres carrera (ex. : Cartagena de Indias — Colombie), ou encore calle et avenida (ex. : Panamá City - Panamá).
Les rues sont dès lors numérotées par des ordinaux de manière séquentielle pour les rues [plus ou moins] parallèles, par exemple du sud au nord et d’est en ouest. Une variante consiste à désigner les rues dans une orientation par des nombres (ordinaux), et dans l’autre par des lettres (majuscules). Selon le cas, la rue numérotée 1 (ou A) peut être située au centre de la commune ou à sa périphérie :

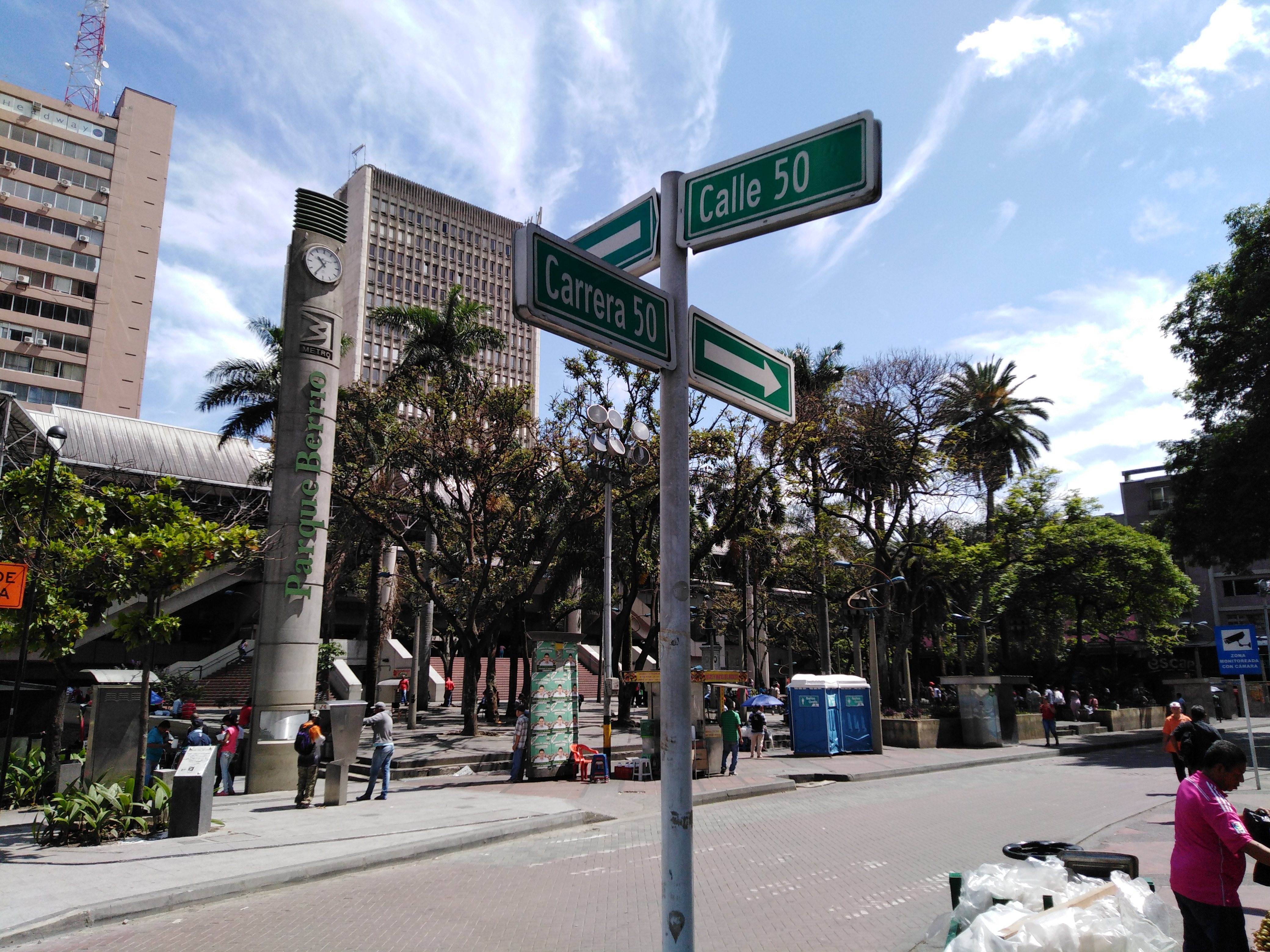
Le Parque Berrío, au centre de Medellín, est le point de référence de la nomenclature urbaine.

– Lorsque la « rue 1 » est au centre, on fait préciser le numéro de chaque rue par le point cardinal adéquat : Est ou Ouest, et Nord ou Sud (ex. : Antigua Guatemala - Guatemala).
– Lorsque la « rue 1 » est à la périphérie, cela n’est pas nécessaire… au départ : avec le développement urbain, il est rare que des rues nouvelles n’apparaissent pas au-delà de celle-ci, réintroduisant la nécessité de la précision du point cardinal, mais pour elles seules (ex. : Medellín).
Pour faciliter la continuité des numéros de rue, certains numéros peuvent ne pas être utilisés par endroits : on peut ainsi passer dans un secteur de la rue 40 à la rue 43. Les changements ultérieurs font au contraire que de nouvelles rues viennent s’intercaler entre les anciennes, nécessitant l’utilisation de lettres majuscules en complément : [A,] B, C, D, E, etc. (Barranquilla – Colombie) (les ordinaux espagnols étant utilisés jusqu’à 12 et abrégés au féminin en 1a, 2a [...] 12a, le a minuscule de l’ordinal ne doit pas être confondu avec le A majuscule de la seconde rue portant le même numéro, lorsqu’il est utilisé). Lorsque de nouvelles rues s'intercalent entre des rues déjà distinguées ainsi, une seconde lettre peut être utilisée 30AA, 30AB... - mais il peut arriver qu'elles soient complémentées par un « Bis », un « Ter ».
Selon les cas, la numérotation des rues est exclusive (ex. : Barichara - Colombie) ou concurrente d’une appellation textuelle antérieure (ex. : Maracaibo - Venezuela), populaire ou touristique. On verra dans certains quartiers des doubles plaques, l’une portant un ordinal, l’autre un nom signifiant ou en clair. C’est notamment le cas des centres historiques, où la numérotation s’est souvent superposée aux noms préexistants, ne les remplaçant que rarement en totalité.

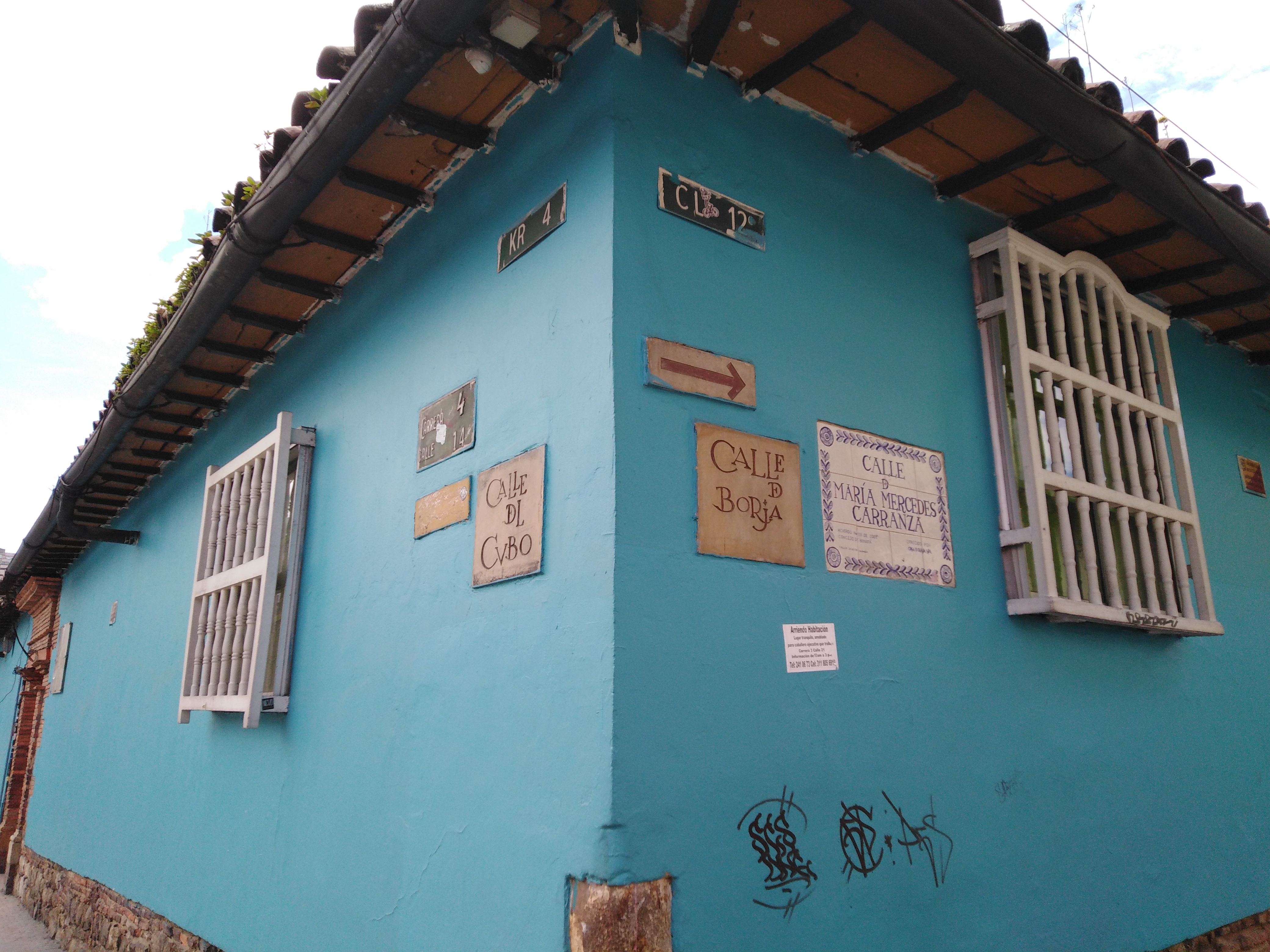
Strates de noms alphanumérique et textuels dans la Candelaría à Bogotá

Les villes cubaines peuvent difficilement être assimilées à cette nomenclature : ordinaux, lettres et noms s’entremêlent pour désigner calles, pasajes, vias, avenidas… à l’échelle d’un quartier (ex. : Pinar del Río – Cuba).
Il en va de même au Pérou, où chaque quartier suit ses propres règles de nommage des jirones, calles, pasajes, vias, PS… On trouve ainsi une jirón A, B ou C… sur un axe, croisant une jirón 1, 2 ou 3… sur l’autre (ex. : Piura – Pérou), ou, dans plusieurs quartiers, des séquences calle 1, calle 2… calle 31, numérotées indépendamment de leur orientation (ex. : Trujillo – Pérou).

### Numérotation dans la rue
Contrairement à la pratique habituelle des villes anciennes, le numéro n’est pas séquentiel, mais correspond au nombre de mètres séparant l’adresse du point d’origine (le carrefour précédent), les numéros pairs restant attribués à un côté, les numéros impairs à l’autre. En principe, il ne peut donc pas y avoir de « bis », deux adresses pouvant difficilement être distantes de moins de 2 mètres. En revanche, des compléments sont évidemment nécessaires pour l’habitat collectif (généralement, des numéros d’appartement permettant d’en connaître aussi l’étage).
Cette numérotation physique des locaux est utilisée indépendamment de la numérotation des rues. Beaucoup de municipalités (y compris en France, comme à Ludres) le mettent en place dans les nouveaux quartiers périphériques, où une numérotation séquentielle conduirait à multiplier les bis, ter, etc.

### Écriture des adresses
Les différentes adresses physiques, et par voie de conséquence postales, sont donc numérotées par bloc ou pâté de maisons : block (pays anglo-saxons), manzana (Mexique), cuadra (Colombie), etc. Une adresse se présente ainsi sous la forme Calle 53 #32-20 : Calle 53 [« nom » de la rue] # [ou no, ou numéro] 32 [pour la carrera du carrefour précédent] – [séparateur, parfois omis] 20 [numéro identifiant], ou inversement Carrera 32 #53-25.

### Code postal
(voir article détaillé)
Soit la commune, soit une portion de la commune, soit un regroupement de communes sont enfin identifiés par un code numérique ou alphanumérique.
Son utilisation est aujourd’hui généralisée dans la plupart des pays et normalisée, bien au-delà du système décrit ici.

## Avantages
Cette numérotation systématique des adresses est extrêmement pratique :
– Son premier avantage pour l’usager est de permettre de situer instantanément une adresse ou de se situer instantanément dans un réseau d’adresse (si on est dans la calle 27 x carrera 42, on sait être à 5 cuadras de la calle 29 x carrera 39… environ, à cause des numéros manquants ou dupliqués), information que ne contient pas une adresse textuelle ;
– Son principal avantage pour les autorités est la simplicité, lors de la création du plan comme lors de ses évolutions. C’est ce qui l’a notamment fait largement appliquer dans le Nouveau Monde, où des villes gigantesques se sont développées en moins de cinq siècles, et ont vu leur population croître de plusieurs millions d’habitants en un seul ; mais des villes plus petites, voire des bourgades l’adoptent volontiers : en Colombie par exemple, la nomenclature alphanumérique est généralisée.
– Les adresses sont ainsi totalement évolutives : extensions géographiques, nouvelles rues, nouvelles constructions sont « automatiquement » référençables, quand toute nouveauté nécessite une réflexion et une décision dans un système traditionnel ;
– Par sa rationalité, ce nommage systématique est rigoureux et élégant.

## Inconvénients
– Très performant sur le plan en damier des villes créées dans les nouvelles colonies, le système devient plus complexe dans les villes ou les quartiers plus chaotiques, soit pour des raisons naturelles (villes andines…), soit pour des raisons humaines ou historiques (bidonvilles). Il faut alors altérer le bel ordonnancement des calles et des carreras en y ajoutant des transversales, des diagonales, quand ce n’est pas des callejones, des pasajes (ex. : Guayaquil — Équateur). Ceci est un moindre mal lorsque celles-ci se voient attribuer une numérotation différente de celle des calles et des carreras (ex. : — ) : le cas contraire est une source de confusion (ex. : Tunja — Colombie). Aussi Cali a-t-elle renommé les transversales et les diagonales en calles et carreras pour éliminer les confusions. Par ailleurs, des rues en virages ou en lacets peuvent s’appeler successivement calle ou carrera selon leur parcours (ex. : Cali — Colombie) ;
– L’évolutivité du système a en réalité ses limites, et les municipalités sont parfois conduites à redéfinir les numérotations d’un quartier (ex. : Fontibón à Bogotá - Colombie). Ceci est générateur de beaucoup de confusion pour ne pas dire de pagaille : la mise à jour des plaques prend souvent du temps, certaines personnes parlent suivant la nouvelle norme, d’autres ne peuvent se détacher de l’ancienne, d’autres encore ignorent selon laquelle elles raisonnent ;
– Pour la même raison, certains interlocuteurs utilisent toujours les noms textuels en ignorant la numérotation, quand d’autres ne se servent que de la numérotation sans connaître les noms textuels ;
– Très pratiques en soi, les adresses alphanumériques demandent à l’usager davantage de vigilance : qui intervertit un numéro de calle et numéro de carrera se retrouve parfois à l’autre bout de la ville... Or le registre populaire fait parfois l’impasse sur cette information : la rue la plus animée de Bogotá est la Séptima (7a), mais personne ou presque ne songe à préciser que c’est une carrera ;
– Enfin, à l’élégance du système on peut certes opposer son manque de poésie, et au-delà, la plus grande difficulté à mémoriser une adresse, du moins pour les non-habitués.

## Réalisations
- États-Unis
- Canada
- Mexique
- Guatemala
- Panamá
- République Dominicaine
- Colombie
- Pérou
- Équateur